# Минчо Зографов
Михаил (Минчо) Димитров Сирлещов, известен и като Зографов, е български зограф и дърворезбар от Българското възраждане, представител на Банската художествена школа.

## Биография
Роден е в 1882 година в семейството на иконописеца Димитър Сирлещов и Елена Георгиева Сугарева в разложкото село Банско. Учи и работи с баща си. В 1910 година изписва църквата „Рождество Богородично“ във Велющец заедно с него. Автор е на големия иконостас, архиерейския трон и малките иконостаси в църквата „Свети цар Борис I Покръстител“ в Момчилград (1938 – 1939).
Баща е на резбаря Борис Зографов.
- Стенописи от „Рождество Богородично“ във Велющец, 1910 г.

- Стенописи от „Свети Димитър“ в Палат, 1909 – 1910 г.
- Стенописи
- Ктиторският надпис
- Страшният съд
- Христос Вседържител на касетирания таван